# Hôtel de ville de Bourges
 (août 2014).
Si vous disposez d'ouvrages ou d'articles de référence ou si vous connaissez des sites web de qualité traitant du thème abordé ici, merci de compléter l'article en donnant les références utiles à sa vérifiabilité et en les liant à la section « Notes et références ».
L'hôtel de ville de Bourges héberge les institutions municipales de la ville de Bourges depuis 1992.
Il est situé dans le haut de la rue Moyenne, principale axe de la cité, à l'emplacement de la Grosse Tour, démolie en 1653. Ce nouvel hôtel de Ville fait suite aux différents bâtiments, qui avaient abrité le Conseil de la Commune depuis le XIIe siècle et qui s'avéraient peu fonctionnels. Les coordonnées GPS de l'hôtel de ville de Bourges le placent légèrement à l'Est de Paris.

## Histoire

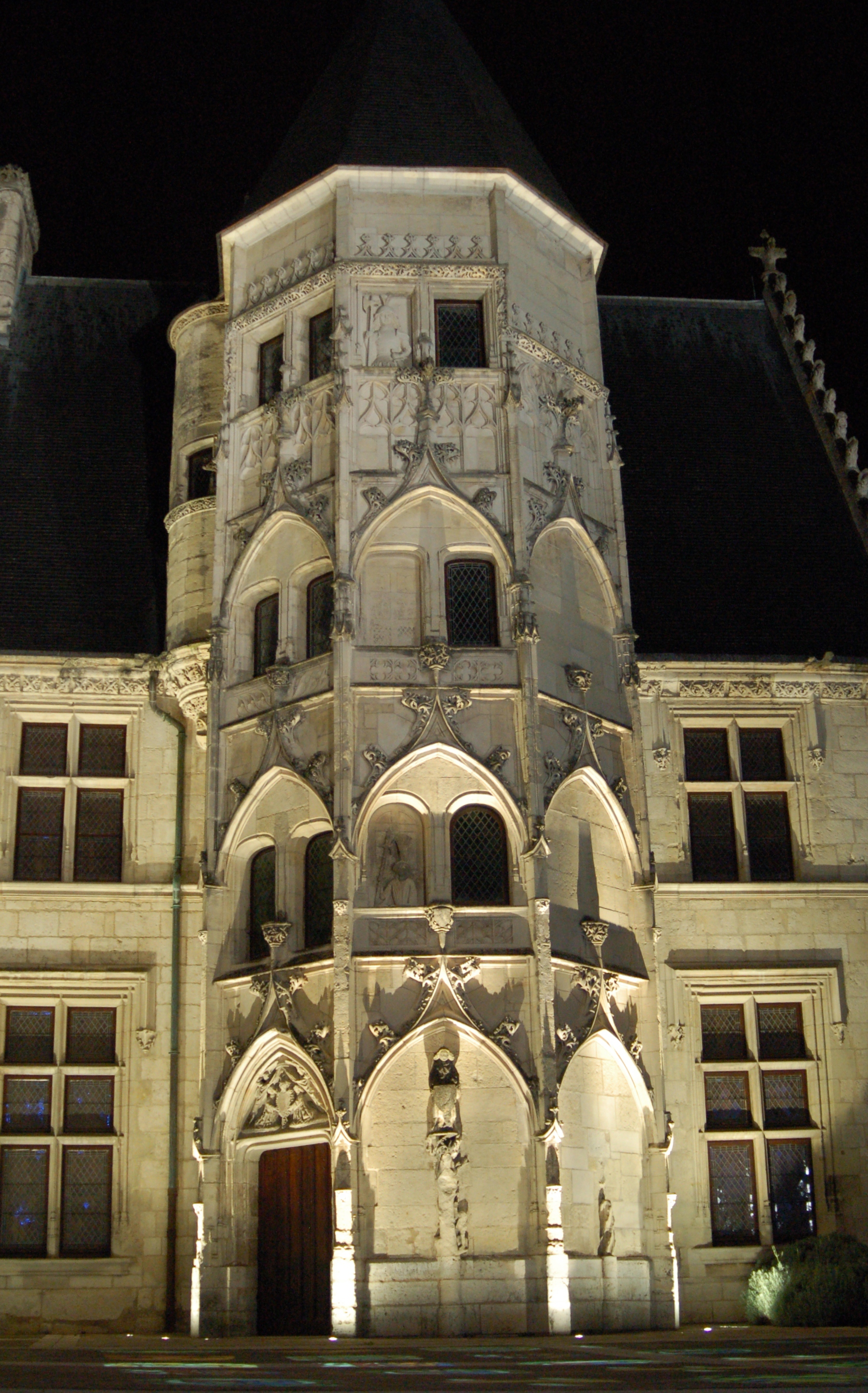
Premier Hôtel de Ville de Bourges : Hôtel des Échevins

Le citoyens  de Bourges bénéficiaient, en effet, dès le XIIes de privilèges accordés par Louis VII de France puis par son fils Philippe II de France, qui avait fait construire la Grosse Tour Ronde tout en haut de la cité, à l'emplacement de l'oppidum gallo-romain, pour la défendre face aux Plantagenêts installés à Vierzon (pris par Richard Cœur de Lion en 1196).
L’assemblée des bourgeois, convoquée par le Prévôt avait lieu initialement dans le cloitre du prieuré de Notre Dame de la Comtale et traitait essentiellement de l'entretien des murailles et du pâturage des terrains communs (à l'emplacement des Prés Fichaut : extrémité proximale, partiellement asséchée des Marais de Bourges), englobés par les nouvelles murailles dites de Philippe Auguste, qui remplaçaient le rempart gallo-romain trop étroit pour la cité.
Ce cloître du prieuré de Notre Dame de la Comtale, fondé par le vicomte de Bourges, situé dans la partie nord de la ville haute, fut détruit par le Grand incendie de la Madeleine de 1487, qui réduit à l'état de ruines toute la partie nord et est de la ville, mais détruisit aussi les archives, qui étaient confiées au prieuré, donnant l'occasion aux notables de faire l'acquisition d'un terrain et construire le premier hôtel de ville que sera l'Hôtel des Échevins.
L'Hôtel des Échevins, premier hôtel de ville construit sur une portion du rempart gallo-romain, à partir de 1489 pour une somme de 5 000 livres tournois. Le gros-œuvre est achevé en 1490. Les sculptures sont faites peu après par les tailleurs de pierre Jacquet de Persigny et Jacquet Gendre. La charpente est réalisée par le maître charpentier Jehan Dorléans. En 1624, l'architecte Jean Lejuge construit l'aile perpendiculaire avec une galerie ouverte en rez-de-chaussée et une galerie fermée à l'étage, englobant une tour probablement préexistante et qui permet de conserver les archives à l’abri du feu. La richesse de ce bâtiment prestigieux  avait pour but d'afficher le pouvoir des magistrats municipaux.
Initialement, vers 1353, les habitants élisaient quatre commis correspondant aux quatre quartiers de la ville mais, en 1474, à la suite d'émeutes populaires motivées par la pression fiscale, Louis XI par un acte daté du 27 mai, impose une municipalité composée d'un maire et de douze Échevins nommé par lui et anoblis en contrepartie d'un affranchissement de taxes permettant la reconstruction de la ville. Mais en 1491 Charles VIII rétablit l'élection du maire et de quatre échevins élus au suffrage à deux degrés.
En 1682, la municipalité abandonne l'hôtel des Échevins pour le Palais Jacques-Cœur, qui n'a de palais que le nom qui lui vient de la cohabitation de la municipalité avec le palais de Justice. La municipalité acquiert la Maison de Jacques Cœur ainsi que l'Hôtel de Limoges, dont veut se séparer le ministre Colbert qui les avaient acquis à peine trois ans plus tôt de Claude de L'Aubespine et de son frère évêque de Limoges.

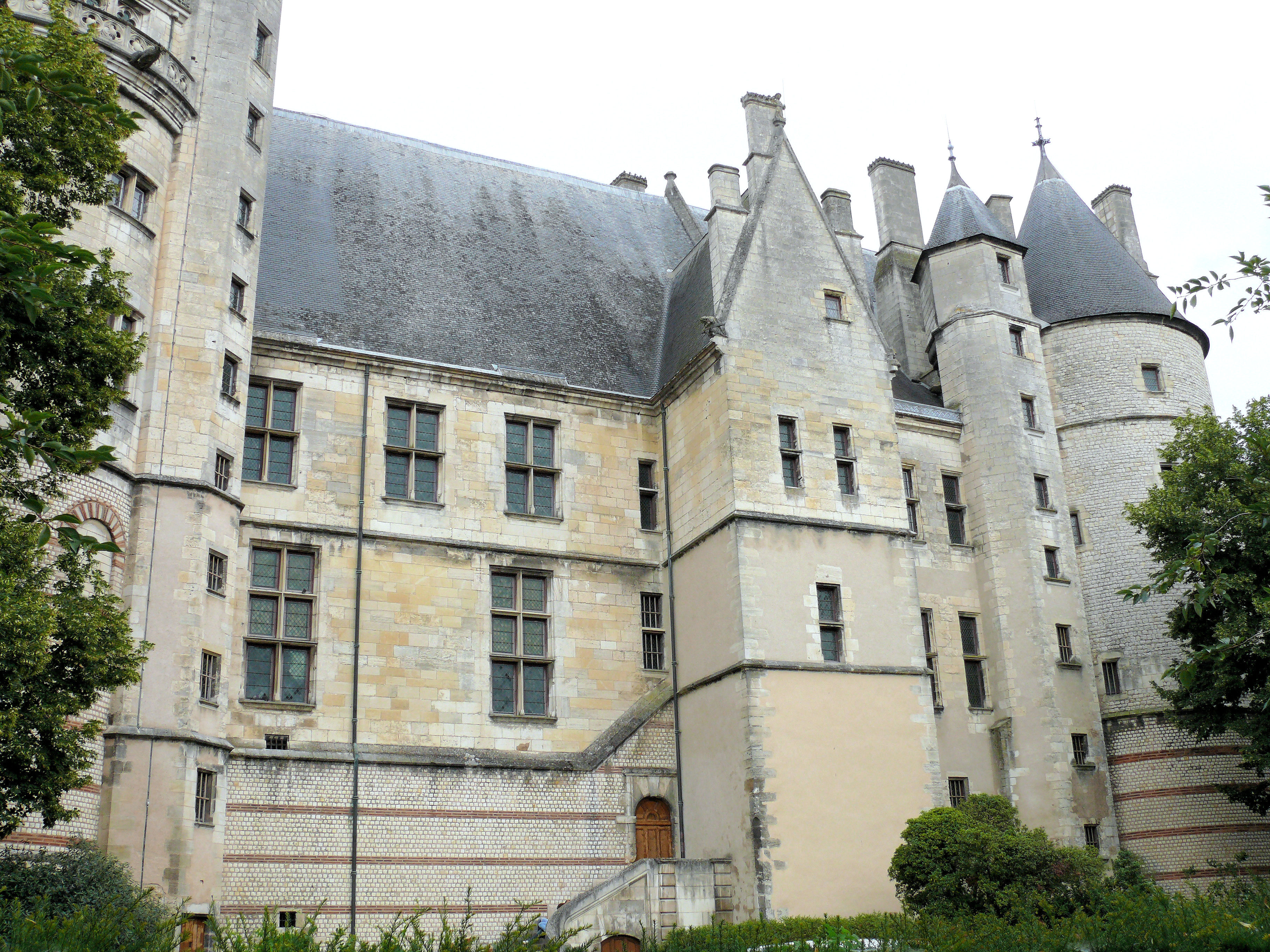
deuxième Hôtel de Ville de Bourges :Hôtel de la Chaussée dit Palais Jacques Cœur

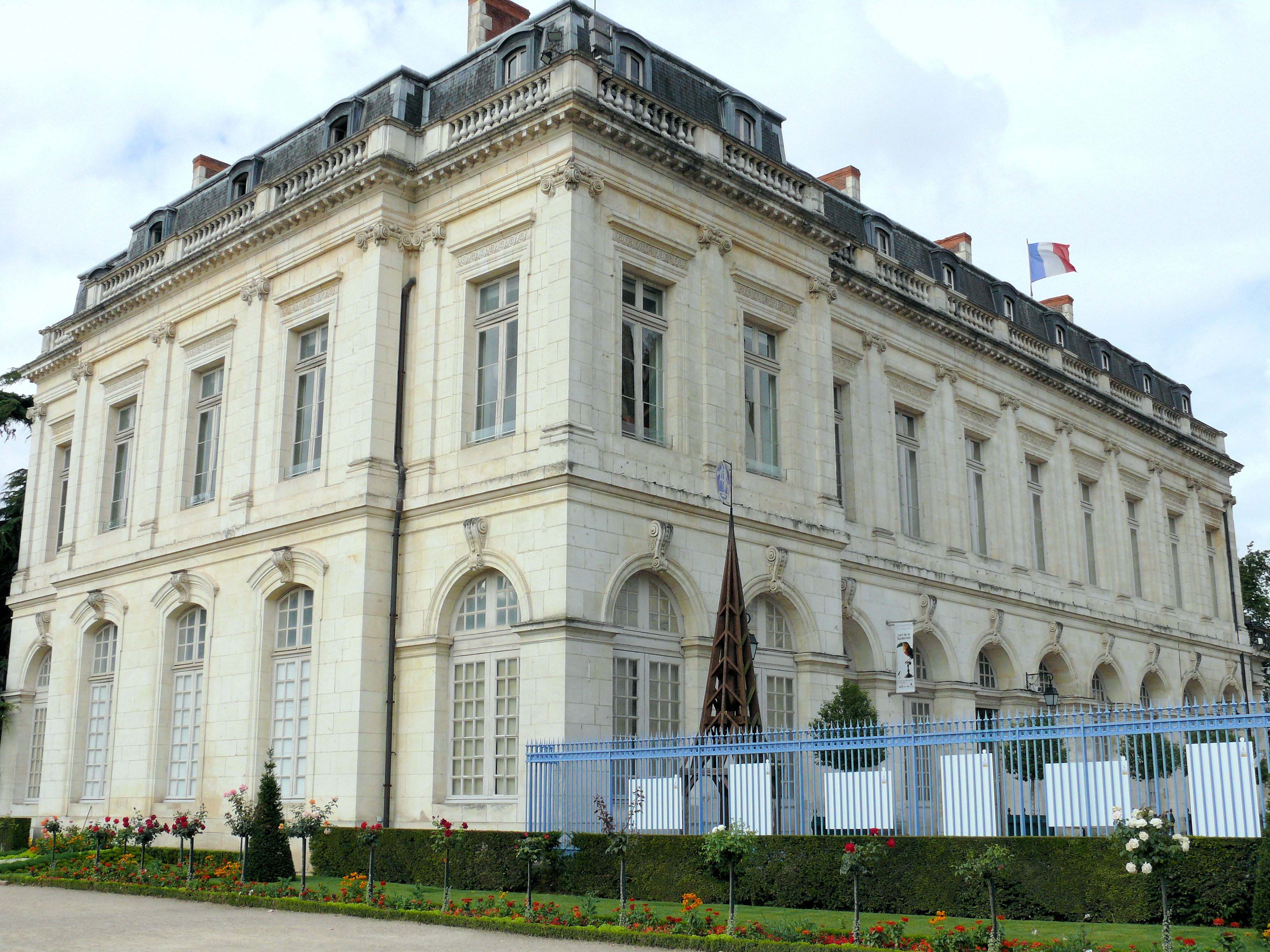
quatrième Hôtel de Ville de Bourges : Palais archiépiscopal

Le nouvel hôtel de ville est utilisé conjointement avec le Tribunal d'instance puis la Cour d'assise d'où l’appellation de Palais mais au prix de dégradation pour l'adapter aux besoins du fonctionnement de ces administrations. Finalement, en partie à cause du cout d'entretien jugé exorbitant, il est revendu à l'État pour la somme de 800 000 francs en 1865 pour financer la construction d'un nouvel hôtel de ville.
Après de multiples projets, le Conseil municipal vote en 1864 l'acquisition de deux hôtels (Paskiewicz et Aubertot), situés à mi-hauteur de la rue Moyenne, à l'emplacement actuel de la Grande Poste: locaux fonctionnels mais sans caractère particulier.
En 1910, sous le mandat de Henri Ducrot, en profitant de la loi du 9 décembre 1905 portant sur la séparation de l'Église et de l'État, qui impose le départ de Mgr Pierre-Paul Servonnet, dernier archevêque à avoir occupé le palais archiépiscopal, bâti en 1679 par Michel Phélypeaux de La Vrillière et situé en face de la cathédrale, la municipalité en profite pour y installer les services municipaux. Mais, si ce bâtiment est plus à l'image que souhaite présenter la ville, les services y sont à l'étroit malgré les aménagements réalisés en 1911 puis dans les années 1930.
C'est pourquoi la démolition des bâtiments qui occupaient jusqu'en 1958 l'emplacement de la Grosse Tour (construite en 1189 et démolie en 1653), en haut de la rue Moyenne, permet d'envisager la construction du bâtiment actuel confié par le maire Jacques Rimbault aux architectes Jean-Paul Chazelle et Claude Vasconi. Utilisation astucieuse de l'espace situé entre l'enceinte Gallo-Romaine conservée après les fouilles menées par le service d'archéologie municipale, ce grand vaisseau d'acier et de verre, constituant le nouvel Hôtel de ville respecte le fondement de cette Grosse Tour, implantée là par Philippe Auguste pour contrôler la ville.

## Disposition des locaux actuels

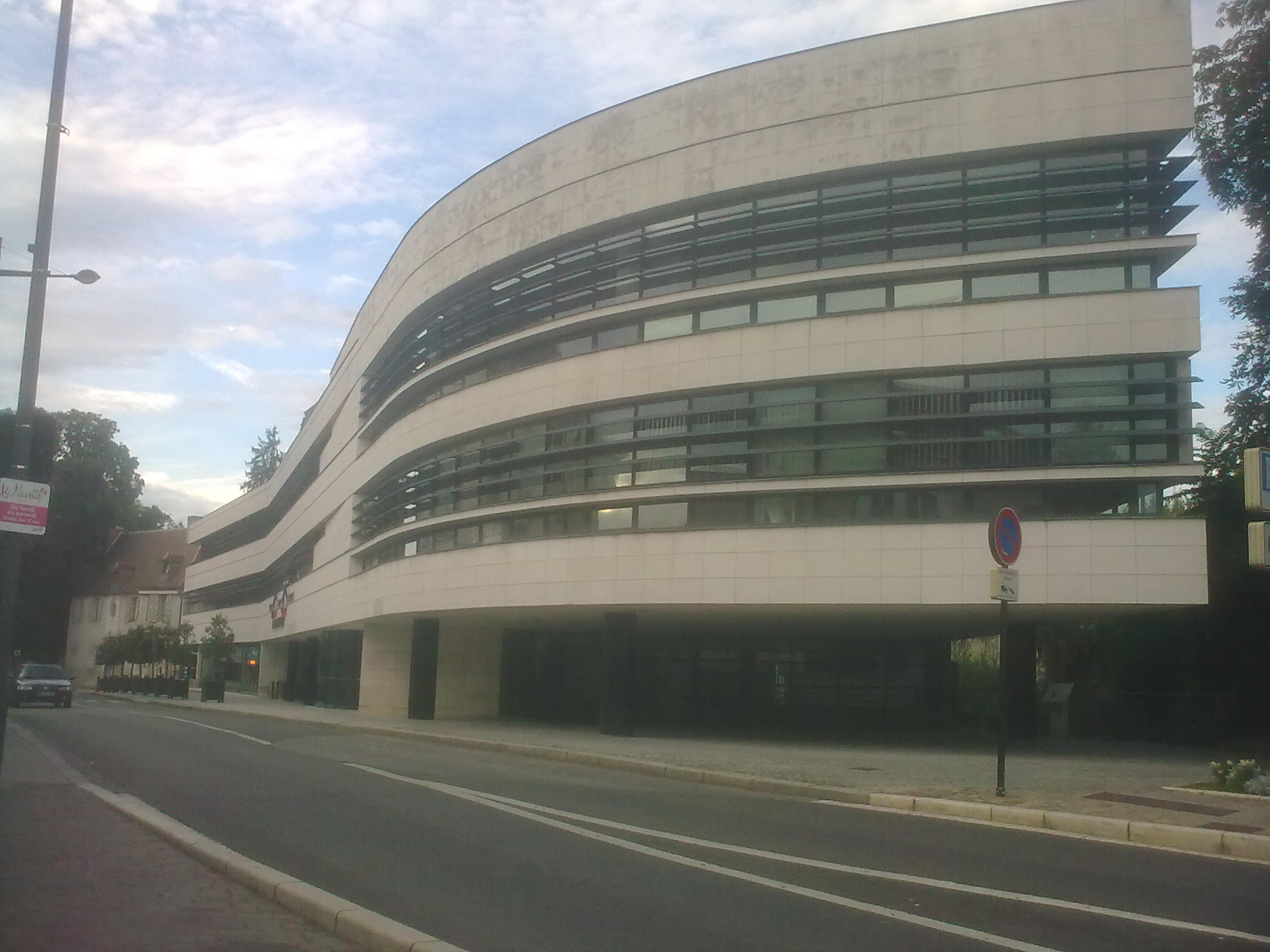
Nouvel Hôtel de Ville, vu de l'entrée est (maison de la culture) de la ville

Allongé le long de l'extrémité supérieure de la principale artère de la ville (la rue Moyenne), la nouvelle mairie de Bourges étire ses courbes harmonieuses face à la rectitude du Grand Séminaire construit au XVIIe siècle dans un style classique, et relié en arrière avec le palais de l'Archevêché par des passerelles, qui permettent d'en utiliser toutes les surfaces, tout en respectant le mur gallo-romain visible des parkings sous-jacents.